# 하티제 퀴브라 일귄
하티제 퀴브라 일귄(튀르키예어: Hatice Kübra İlgün, 1993년 1월 1일~)은 튀르키예의 태권도 선수이다. 2020년 하계 올림픽 페더급에서 동메달을 획득했다.